# Dagrenovation
Dagrenovation er det restaffald der er til overs når affaldet fra den almindelige husholdning er kildesorteret efter gældende regler i de enkelte kommuner.
Navnet kommer af at man i starten kun betragtede latrinspande som renovation, og disse blev oftest tømt om natten af natmanden. Da man udvidede begrebet, blev dette til natrenovation mens andet affald blev indsamlet i dagtimerne og fik navnet dagrenovation.
Til at starte med, var dagrenovation alt andet end latrinaffald, men med tiden er der kommet flere og flere kategorier, der skal sorteres fra til genbrug eller deponi.